# Ken Caryl
Ken Caryl és una concentració de població designada pel cens dels Estats Units a l'estat de Colorado. Segons el cens del 2000 tenia 30.887 habitants.

## Demografia
Segons el cens del 2000, Ken Caryl tenia 30.887 habitants, 10.911 habitatges, i 8.357 famílies. La densitat de població era de 1.223,1 habitants per km².
Dels 10.911 habitatges en un 45,2% hi vivien nens de menys de 18 anys, en un 64,3% hi vivien parelles casades, en un 8,7% dones solteres, i en un 23,4% no eren unitats familiars. En el 17,5% dels habitatges hi vivien persones soles el 2,3% de les quals corresponia a persones de 65 anys o més que vivien soles. El nombre mitjà de persones vivint en cada habitatge era de 2,82 i el nombre mitjà de persones que vivien en cada família era de 3,23.
Per edats la població es repartia de la següent manera: un 30,4% tenia menys de 18 anys, un 6,9% entre 18 i 24, un 35,4% entre 25 i 44, un 23,1% de 45 a 60 i un 4,2% 65 anys o més.
L'edat mediana era de 34 anys. Per cada 100 dones de 18 o més anys hi havia 95,7 homes.
La renda mediana per habitatge era de 70.052 $ i la renda mediana per família de 75.356 $. Els homes tenien una renda mediana de 50.090 $ mentre que les dones 36.173 $. La renda per capita de la població era de 27.931 $. Entorn del 2,2% de les famílies i el 2,9% de la població estaven per davall del llindar de pobresa.

## Poblacions més properes
El següent diagrama mostra les poblacions més properes.